# Кустинська сільська рада (Радехівський район)
| Кустинська сільська рада — колишній орган місцевого самоврядування у Радехівському районі Львівської області з адміністративним центром у с. Кустин. Історична дата утворення: в 1939 році. Водоймища на території, підпорядкованій даній раді: річка Рудка. Сільській раді підпорядковані населені пункти: - с. Кустин - с. Батиїв - с. Руденко |

## Склад ради
Рада складалася з 16 депутатів та голови.

### Керівний склад ради
| ПІБ                        | Основні відомості                                                               | Дата обрання | Дата звільнення |
| -------------------------- | ------------------------------------------------------------------------------- | ------------ | --------------- |
| Лисик Василь Володимирович | Сільський голова, 1969 року народження, освіта, безпартійний                    | 26.03.2006   | 31.10.2010      |
| Лисик Василь Володимирович | Сільський голова, 1969 року народження, освіта середня спеціальна, безпартійний | 31.10.2010   |                 |

Примітка: таблиця складена за даними джерела